# SumDU Sumy
SumDU Sumy (ukr. Футзальний клуб «СумДУ» Суми, Futzalnyj Kłub "SumDU" Sumy) – ukraiński klub futsalu, mający siedzibę w mieście Sumy. Od sezonu 2005/06 do 2008/09 oraz w sezonie 2014/15 występował w futsalowej Wyższej Lidze Ukrainy.

## Historia
Chronologia nazw:
- 2000: Uniwersytet Sumy (ukr. «Університет» Суми)
- 2006: Uniwer-Awtomar Sumy (ukr. «Універ-Автомар» Суми)
- 2008: Artmotor-SumDU Sumy (ukr. «Артмотор-СумДУ» Суми)
- 2008: SumDU Sumy (ukr. «СумДУ» Суми)
- 2015: SumDU-UABS Sumy (ukr. «СумДУ-УАБС» Суми)
- 2018: Food Centre-SumDU Sumy (ukr. «Food Centre-СумДУ» Суми) – po fuzji z Food Centre Sumy
- 2024: Technolohija-Ahroswit SumDU Sumy (ukr. «Технологія-Агросвіт СумДУ» Суми)

Klub futsalowy Uniwersytet Sumy został założony w Sumach w listopadzie 2000 roku i reprezentował Sumski Państwowy Uniwersytet. Najpierw zespół startował w mistrzostwach miasta. Wiosną 2001 zajął 4.miejsce w mistrzostwach Sum, oraz brązowe medale obwodu sumskiego. W sezonie 2001/02 zwyciężył w mistrzostwach miasta oraz znów zdobył brązowe medale obwodu sumskiego. W sezonie 2002/03 klub debiutował w profesjonalnych rozgrywkach Pierwszej Ligi, zajmując szóste miejsce. W kolejnym sezonie 2003/04 awansował o 2 pozycje wyżej. W 2004 klub startował również w mistrzostwach Ukrainy wśród studentów, w których zwyciężył (w następnym roku obronił tytuł). W sezonie 2004/05 zespół najpierw zajął pierwsze miejsce w grupie wschodniej, a potem w finale uplasował się na drugiej lokacie, zdobywając awans do najwyższego poziomu rozgrywek futsalowych. W sezonie 2005/06 klub startował w Wyższej Lidze, zajmując 15.miejsce. W 2006 klub zmienił nazwę na Uniwer-Awtomar Sumy, a sezon 2006/07 zakończył na 10.pozycji. Również po raz trzeci został mistrzem Ukrainy wśród studentów, a na Akademickich Mistrzostwach Europy 2007 byli czwartymi z 12 drużyn. W sezonie 2007/08 ponownie uzyskał 10.lokatę. Przed rozpoczęciem sezonu 2008/09 klub uzyskał sponsora i przyjął nazwę Artmotor-SumDU Sumy, ale po 7 kolejkach sponsor wycofał się ze sponsorowania i klub skrócił nazwę do SumDU Sumy. Po zakończeniu sezonu został sklasyfikowany na 11.miejscu. Na Akademickich Mistrzostwach Europy 2009 zespół zdobył tytuł wicemistrza. Jednak w następnym sezonie 2009/10 z powodu niewystarczającego finansowania klub był zmuszony rozpocząć rozgrywki w niższej klasie. Najpierw był drugim w ligowej tabeli wschodniej grupy, a potem przegrał w finale Pierwszej ligi. W sezonie 2010/11 zwyciężył w grupie wschodniej, a potem w finale wywalczył tytuł mistrza Pierwszej ligi, jednak przez brak środków odmówił promocji do Ekstra-ligi. W 2011 po raz kolejny zawodnicy Uniwersytetu zostali mistrzami Ukrainy wśród studentów oraz po raz trzeci drużyna startowała na Akademickich Mistrzostwach Europy, gdzie zajęła 4.miejsce. Sezon 2011/12 klub zakończył na 2.pozycji. W 2012 studenci zostali 6-krotnymi mistrzami Ukrainy wśród drużyn akademickich. Wielu zawodników nie widząc przyszłości w barwach klubu ze względu na brak finansowania zaczęło szukać nowe bogatsze kluby. W sezonie 2012/13 zespół zajął końcowe trzecie miejsce w Pierwszej Lidze. W następnym sezonie 2013/14 nawet nie zakwalifikował się do finałów, zajmując 3.miejsce w grupie wschodniej. Ale kolejny sezon 2014/15 rozpoczął w Ekstra-lidze. Po zajęciu przedostatniego 9.miejsca w następnym sezonie jako SumDU-UABS Sumy występował ponownie w Pierwszej Lidze razem z zespołem Ukraińskiej Akademii Bankowych Spraw (UABS). W końcowej tabeli ligowej uplasował się na 6.lokacie. W 2016/17 po raz drugi został mistrzem Pierwszej Ligi. W sezonie 2017/18 zajął trzecie miejsce w grupie wschodniej. Przed rozpoczęciem sezonu 2018/19 klub połączył się z Food Centre Sumy i jako zjednoczona drużyna Food Centre-SumDU Sumy startowała w mistrzostwach Pierwszej Ligi. W sezonie 2024/25 klub startował z nazwą sponsora Technolohija-Ahroswit SumDU.

## Barwy klubowe, strój
| Niebieski | Biały |

Zawodnicy klubu zazwyczaj grali swoje mecze domowe w niebieskich strojach.

## Sukcesy

### Trofea międzynarodowe
Nie uczestniczył w rozgrywkach europejskich (stan na 31-05-2019).

### Trofea krajowe
| \| \| Zdobyte trofea w rozgrywkach Ukrainy (stan na: 31-05-2019) \| |                                                            |      |                  |
| Rozgrywki                                                           | Osiągnięcie                                                | Razy | Sezon(y)         |
| · Mistrzostwo                                                       | I miejsce                                                  | 0    |                  |
| · Mistrzostwo                                                       | II miejsce                                                 | 0    |                  |
| · Mistrzostwo                                                       | III miejsce                                                | 0    |                  |
| · Mistrzostwo                                                       | 9.miejsce                                                  | 1    | 2014/15          |
| Puchar                                                              | zdobywca                                                   | 0    |                  |
| Puchar                                                              | finalista                                                  | 0    |                  |
| II liga                                                             | I miejsce                                                  | 2    | 2010/11, 2016/17 |
| II liga                                                             | II miejsce                                                 | 2    | 2004/05, 2011/12 |
| II liga                                                             | III miejsce                                                | 1    | 2012/13          |
| II liga                                                             | półfinalista                                               | 1    | 2009/10          |
| Ukraina                                                             | Zdobyte trofea w rozgrywkach Ukrainy (stan na: 31-05-2019) |      |                  |

### Inne trofea
Międzynarodowe
- Akademickie Mistrzostwa Europy:
  - wicemistrz (1x): 2009

Krajowe
- Mistrzostwa Ukrainy wśród studentów:
  - mistrz (6x): 2004, 2005, 2007, 2009, 2011, 2012

Regionalne
- Mistrzostwa obwodu sumskiego:
  - brązowy medalista (2x): 2001, 2002
- Mistrzostwa miasta Sumy:
  - mistrz (1x): 2002

## Piłkarze i trenerzy klubu

### Trenerzy
Serhij Piesocki (200?–200?)

## Struktura klubu

### Stadion
Klub rozgrywał swoje mecze domowe w uniwersyteckiej Hali SK SDU w Sumach. Pojemność: 500 miejsc siedzących.

### Sponsorzy
- Sumski Państwowy Uniwersytet
- "Awtomar"
- "Artmotor"
- "Food Centre"